# Аришпарово
Аришпа́рово (рос. Арышпарово, башк. Арышпар) — село (колишній присілок) у складі Бєлорєцького району Башкортостану, Росія. Входить до складу Інзерської сільської ради.
До 17 грудня 2004 року село входило до складу Нукатовської сільради.
Населення — 59 осіб (2010; 110 в 2002).
Національний склад:
- башкири — 100%